# Alejandra Vucasovich
María Alejandra Vucasovich (Rosario, 28 de enero de 1958) es una política argentina que se desempeñó como senadora nacional por la provincia de Santa Fe desde el 15 de julio al 9 de diciembre de 2021, en reemplazo del fallecido Carlos Reutemann.

## Biografía
Nació en Rosario en 1958, creciendo en la localidad de Máximo Paz, en el departamento Constitución (provincia de Santa Fe). Se recibió de licenciada en Cooperativas y en Administración.
En el ámbito privado, se ha dedicado a la actividad agropecuaria. En el ámbito público, ha sido secretaria de la Dirección de Acción Social en el gobierno de la provincia de Santa Fe.
Militante del Partido Justicialista y cercana a Carlos Reutemann, dejó el kirchnerismo en 2008, a raíz del paro agropecuario patronal de 2008, y en 2011 pasó a integrar Unión-PRO, acercándose al macrismo, en el marco de la candidatura de Miguel del Sel a la gobernación santafesina.
Entre 2011 y 2019 fue diputada provincial de Santa Fe. En su último mandato (2015-2019), presidió el bloque Federal, siendo integrante del interbloque de Cambiemos Santa Fe.
En las elecciones legislativas de 2015, fue candidata a senadora nacional por la provincia de Santa Fe en la lista de Cambiemos. En julio de 2021, debido al fallecimiento de Carlos Reutemann, asumió en el Senado para completar su período hasta diciembre del mismo año. Conformó su propio monobloque, Santa Fe Federal, integrando el interbloque Parlamentario Federal presidido por Juan Carlos Romero. Se desempeña como secretaria de la comisión de Agricultura, Ganadería y Pesca; siendo vocal en la comisión de Banca de la Mujer y en la comisión administradora de la Biblioteca del Congreso de la Nación.